# Catoria velutinaria
Catoria velutinaria là một loài bướm đêm trong họ Geometridae.